# Pteropus tokudae
El zorro volador de Guam (Pteropus tokudae) es una especia extinta de murciélago frugívoro perteneciente a la familia Pteropodidae, género Pteropus, las especies de este género son conocidas comúnmente como zorros voladores. Actualmente está extinto debido a la caza abusiva y alteraciones de su hábitat natural. Fue descrito por la ciencia en 1931 y el último avistamiento confirmado tuvo lugar en 1967.

## Descripción
Pteropus tokudae tenía una longitud de 15 cm, una envergadura de 70 cm y 150 gramos de peso. Su apariencia era muy similar a la de Pteropus insularis.  Se cree que su alimentación consistía en frutas, flores y hojas y se distribuía en la región norte de la Isla de Guam.

## Extinción
La especie está considerada extinta por el IUCN, probablemente debido a la caza abusiva, pues su carne era muy apreciada localmente, otro factor que contribuyó a su desaparición fue la introducción en la isla de la serpiente arbórea Boiga irregularis.